# Acer politum
Acer politum é uma espécie de árvore do gênero Acer, pertencente à família Aceraceae.